# 郝更生
郝更生（1899年—1975年10月12日），生於江蘇淮安，中華民國體育界人物。1932年出任國民政府教育部體育督學兼任體育委員會主任委員、中華民國體育協進會理事長，亞洲運動會的發起人之一，第一屆亞運籌備會臨時祕書長。

## 生平
早年赴美國哥倫比亞大學學習土本工程，後轉就讀於美國春田學院專攻體育，畢業回國後，先後任教於北京清華大學、東北及山東等地大學擔任體育教授。1932年出任國民政府教育部體育督學兼任體育委員會主任委員，曾負責主辦第三屆、第六屆和第七屆中華民國全國運動會。1948年中華全國體育協進會召開第四次代表大會，王正廷當選该会理事長，江良規当选總幹事（未就任，改由郝更生擔任總幹事）。
1949年中華全國體育協進會遷往臺灣，王正廷未赴台湾，由郝更生總幹事代理事長職務（等同兼任中國奧林匹克委員會主席），1954年出任中華全國體育協進會理事長、江良規出任總幹事。同年7月回任教育部體育委員會主委，至1971年1月退休。1975年10月外出散步時與機車發生擦撞事故，送至三軍總醫院救治仍回天乏術，享壽76歲。